# HD 61224
HD 61224，又名BD-14 2053，SAO 153172、HR 2932，是一颗恒星，视星等为6.53，位于銀經231.05，銀緯3.38，其B1900.0坐标为赤經7h 33m 2.7s，赤緯-14° 3.38′ 57″。